# Kathleen Raine

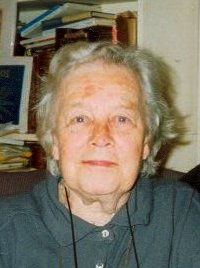
Kathleen Raine (1991)

Kathleen Jessie Raine, CBE (* 14. Juni 1908 in Ilford, Essex, heute Teil von London; † 6. Juli 2003 in London) war eine britische Schriftstellerin.
Sie besuchte die County High School in Ilford und studierte später Naturwissenschaften und Psychologie am Girton College in Cambridge. Dort erhielt sie 1929 einen Master.
Raine war mehrmals verheiratet und hatte mit Charles Madge zwei Kinder.
Ihre Gedichte sind häufig durch die schottische Landschaft inspiriert und offenbaren eine durch William Blake, W. B. Yeats und den Neuplatonismus beeinflusste mystische Vision der Natur.

## Werke (Auswahl)

### Autobiografisches
- Farewell happy fields (1973)
- The land unknown (1975)
- The lion's mouth (1977)

### Lyrik
- Collected poems 1935-1980 (1981)
- Selected poems (1988)